# Field of Crows
Field of Crows è l'ottavo album del cantante Fish, pubblicato nel 2003 dalla Chocolate Frog Records.

## Tracce
1. The Field – 8.42 (Dick/Watson)
2. Moving Targets – 5.46 (Dick/Watson/Duguid)
3. The Rookie – 5.35 (Dick/Watson)
4. Zoo Class – 5.23 (Dick/Watson/Duguid)
5. The Lost Plot – 5.10 (Dick/Turrell)
6. Old Crow – 5.20 (Dick/Watson/Duguid)
7. Numbers – 5.36 (Dick/Watson/Usher)
8. Exit Wound – 5.55 (Dick/Watson)
9. Innocent Party – 7.37 (Dick/Watson/Duguid)
10. Shot The Craw – 6.00 (Dick/Watson/Duguid)
11. Scattering Crows (Still Time) – 5.05 (Dick/Watson/Turrell/Duguid)

## Musicisti
- Fish - voce
- Bruce Watson – chitarra, e-bow
- Frank Usher – chitarra
- Steve Vantsis – basso
- Mark Brzezicki – batteria, percussioni
- Tony Turrell – tastiera
- Dave Haswell – percussioni
- Danny Gillan – voce nei brani 1,2,3,4,6,11
- Richard Sidwell – tromba e corno nei brani 1,4,6,8,10
- Steve Hamilton – sassofono nei brani 1,4,6,8,10
- Yatta, Lars K. Lande – voce nel brano 1
- Irvin Duguid - clavinet nel brano 6